# Bartolomeo Arnigio
Bartolomeo Arnigio (1523-1577) est un écrivain italien de la Renaissance.

## Biographie
Né à Brescia, ville de Lombardie, en 1523, dans la plus basse condition, fut un des plus célèbres littérateurs de son temps. Son père était forgeron, et lui apprit d’abord cet état, qu’il exerça jusqu’à l’âge de dix-huit ans. Il commença a se livrer à l’étude des lettres et parvint a entrer dans l’Université de Padoue. Il y étudia la médecine, et devint docteur sans succès. Abandonnant la médecine il se livra aux lettres et surtout à la poésie. Il séjourna quelque temps à Venise et dans d’autres villes puis retourné depuis peu de temps dans sa patrie, il y fut atteint d’une maladie contagieuse dont il mourut le cinquième jour, en 1577.

## Œuvres
Ses principaux ouvrages imprimés sont :
- Le Rime, Venise, 1555, in-8°.
- Lettera, Rime, ed Orazione, 1558, in-4°, sans nom de lieu ni d’imprimeur.
- Lettura letta publicamente sopra il sonetto del Petrarca : Liete, pensose, accompagnate, e sole, Brescia, 1565, in-8°.
- Meteoria, ovvero discorso intorno alle impressioni imperfette umide e secche, etc., Brescia, 1568, in-8°. À ce traité, le plus ancien peut-être que les modernes aient écrit sur ces matières, sont joints des pronostics perpétuels, des éphémérides, et d’autres applications plus ou moins arbitraires de la philosophie naturelle.
- Dieci Veglie degli ammendati costumi dell’umana vita, etc., Brescia, 1577, in-8°, ouvrage de morale qui eut une grande réputation, et qui fut traduit de l'italien en français par Pierre de Larivey[1].
- La Medicina d’amore, citée par Mazzuchelli : selon ce biographe, aucun de ceux qui ont parlé de cette production n’affirme qu’elle ait été imprimée.